# 阿茲特克神話
阿茲特克神話是阿茲特克人的神話，也是他們的主要民俗信仰。阿茲特克文明是已經絕跡的文明，古代的位置大多位於現今墨西哥境內。他們的神話中有大量神祇，亦有很多怪物。

## 歷史

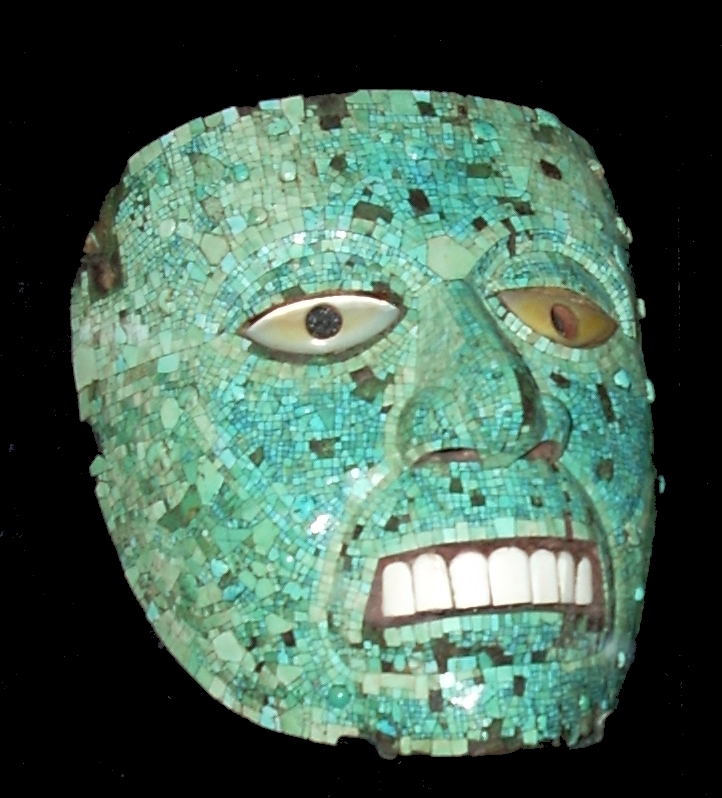
阿茲特克綠松石之神、火神希赫特奎特利的面具，於大英博物館展出。

阿茲特克文明一般來說是結合了納瓦特爾族的文化，因為他們使用共同的語言。根據傳說，不同的部族從北面南下，來到圍繞特斯科科湖的阿納瓦克谷（Anahuac valley，現今的墨西哥谷，Valley of Mexico），這些部族成了阿茲特克人。這裏山谷和湖泊的所在地很明顯是指現今的墨西哥城，但是對於阿茲特克人的來源，所知道的東西並不多。
關於他們的來源有不同的說法。根據神話，墨西加（或阿茲特克人）的祖先來自北部的阿茲特蘭，最後七個部落（納瓦特爾語：nahuatlacas，源自tlaca，即「人」的意思）向南進發，因此他們的名字叫作「阿茲特克」。另一個說法是他們來自奇科莫斯托克（Chicomoztoc，意為「七洞穴」），又或者來自塔摩安羌（Tamoanchan，意為「雲霧之國」，傳說中的文明之源）。
據說墨西加人／阿茲特克人由他們的神祇維齊洛波奇特利（意為「左蜂鳥」或「來自南方的蜂鳥」）所帶領。當他們到達湖上的島時，看見一頭鷹棲息於一顆長滿果實的仙人掌上，由於特索索莫克（Tezozomoc）誤譯版本，就成了目前流行的說法——一隻鷹在吃一條蛇，但根據阿茲特克的原來版本，故事中從來沒有蛇的出現。有人認為那頭鷹吃的是另一隻鳥，另外亦有人認為那隻鷹只是站在仙人掌上而已，亦有人說牠是在吃其他東西。這正應驗了他們要找一個新家園的預言。於是，阿茲特克人於當地興建了人工島特諾奇蒂特蘭，即今天墨西哥城的中心。這故事亦繪畫於墨西哥國徽上。

## 資料來源
1. ↑  東尼·艾倫、湯姆·魯文斯坦著，余黛玉譯（2005年）：《太陽神的祭品：阿茲特克和馬雅神話》，台灣：知書房出版社，ISBN 986-7640-72-1